# Ervenice
Ervenice (cyr. Ервенице) – wieś w Serbii, w okręgu raskim, w gminie Tutin. W 2011 roku liczyła 54 mieszkańców.